# Lilla skansberget
Lilla skansberget är en fornborg i Hyltinge socken i Flens kommun i Södermanland. 
Den är ganska liten, 50 gånger 40 meter, och belägen på ett högt berg som sluttar mo öster. Den avgränsas av branta sluttningar, stup och stenvallar. Stenvallarna är 75 meter långa, 3-6 meter breda och 0,2 till 2 m höga. I den norra delen finns en ingång. Bara delvis bevarad murläggning. Enligt kartan ligger Lilla Skansberget inne i ett skogsområde och skulle då vara en tillflyktsborg enligt uppdelningen i Flens kulturmiljöprogram.
I närheten ligger en annan fornborg, Skansberget. Den ligger vid en sjö och är betydligt större.   
Enligt Flens kommuns Kulturmiljöprogram finns ett 50-tal fornborgar i kommunen. De ligger invid vattenfarleder och färdvägar. Dessa uppdelas i programmet på två typer: Folkvandringstid – fornborgar utmed de viktigaste vattenfarlederna och tillflyktsborgar i skogen. Man vill alltså datera borgarna till folkvandringstid.
Folkvandringstiden, år 400–550, var en orolig tid i samhället. Det uppfördes ett stort antal fornborgar.   
Av Sörmlands 250 fornborgar ligger ett 40-tal i Flens kommun. Merparten av fornborgarna kan dateras till folkvandringstid och ligger utmed sjösystemen på strategiska platser med siktlinje till nästa fornborg. De kallas farledsborgar eller bevakningsborgar. Andra ligger undandraget i skogsmarken och är tillflyktsborgar. Flera har haft höga murar av kallmurad sten och varit svårintagliga. Några har inre konstruktioner som visar på bosättningar inom murarna (citat ur Flens Kulturmiljöprogrammet sid 20). Nu har alltså fornborgarna blivit 10 färre utan motivering.   